# Свет далёкой звезды
«Свет далёкой звезды» — советский фильм режиссёра Ивана Пырьева, снятый в 1964 году по одноимённой повести Александра Борисовича Чаковского.
Премьера состоялась 13 сентября 1965 года.

## Сюжет
Осень первого года Великой Отечественной войны. Пристань в Горьком кишела народом. Толпа приступом брала пароходы, идущие в тыл. Здесь познакомились, но были вынуждены снова расстаться Оля Миронова и курсант лётного училища Володя Завьялов.
Однажды их военные дороги пересеклись — Ольга служила в авиационном полку механиком по вооружению, и на их аэродром прилетел на боевом самолёте Завьялов. Встреча была кратковременной. Вскоре Оля получила известие, что самолёт Завьялова был сбит в воздушном бою. Но она не знала, что Завьялов остался жив. В свою очередь и он узнал, что однажды самолёт, на котором она была воздушным стрелком, не вернулся с боевого задания.
Прошло пятнадцать лет. Совершенно случайно в руки Завьялова попадает журнал, где на фотографии снята Ольга. Завьялов, разыскивая Ольгу, узнаёт историю её жизни после их последней встречи и до того момента, как она погибает во время взрыва лаборатории.

## В главных ролях
- Николай Алексеев — Володя/Владимир Андреевич Завьялов
- Лионелла Скирда — Ольга Алексеевна Миронова

### В ролях
- Андрей Абрикосов — Иван Фёдорович Осокин
- Алексей Баталов — Лукашёв Петр Степанович, секретарь горкома
- Софья Пилявская — Ксения Петровна Прохорова
- Николай Барабанов — Арсентий Павлович Соколов, начальник лаборатории
- Ольга Викланд — Нина Павловна Коломийцева, вдова
- Нина Сазонова — Клавдия Васильевна Коростылёва, редактор журнала
- Алефтина Константинова — Валентина Коломийцева
- Вера Майорова — Лиза Прохорова
- Евгений Весник — Афанасий Петрович Симонюк, полковник
- Владимир Коренев — Виктор, племянник Владимира

### В эпизодах
- Николай Светловидов — Ксенофонт Семёнович Фокин, начальник отдела кадров
- Сергей Голованов — следователь НКВД
- Всеволод Платов — капитан Воронин
- Ольга Маркина — Ольга Ивановна Миронова
- Надежда Федосова — Филонова
- Валентина Владимирова — Настя
- Нина Беляева — соседка Ивановых
- Иван Жеваго — полковник-военком
- Людмила Гнилова — Оля
- Олег Голубицкий — капитан в военкомате
- Валентина Кравченко — прохожая в Тайгинске
- Георгий Георгиу — Арнольд Савельевич Горский, архитектор